# 1837
Cette page concerne l'année 1837 (MDCCCXXXVII en chiffres romains) du calendrier grégorien.   Pour la marque de bière québécoise, voir 1837 (bière).
L'année 1837 est une année commune qui commence un dimanche.

## Événements

### Afrique
- 17 janvier : victoire des Boers à Mosega sur les Ndébélés et leur chef Mzilikazi[1].

- 12 février : le général Damrémont est nommé Gouverneur général en Algérie. Il a pour instructions (Molé) de se limiter à l’occupation restreinte[2].

- Avril : défaite des Égyptiens à Wad Kaltabu en Éthiopie[3].

- 23 mai : Honório Pereira Barreto (pt), fils du chef de Cacheu, est nommé gouverneur de Bissau et de Cacheu en Guinée portugaise[4]. Il agrandit les possessions du Portugal en achetant des terres aux chefs locaux avec sa fortune personnelle[5] (fin en 1859).
- 30 mai : convention de la Tafna signée entre le général Bugeaud et l’émir Abd el-Kader. L’émir obtient les deux tiers du territoire de l’ex-régence (province de Titteri et province d’Oran, à l’exception des villes d’Oran, d’Arzew et de Mostaganem). Il établit sa capitale à Mascara. Les Français se chargent d’exiler ses propres opposants. Damrémont entre en contact avec le bey de Constantine pour obtenir une Convention du même type, mais Ahmed rejette son ultimatum le 19 août[2].
  - Abd el-Kader entreprend la réorganisation administrative de son territoire, qui est divisé en trois califats, en respectant l’organisation politique tribale[6]. Abd el-Kader ne partage son pouvoir de décision avec l’assemblée tribale qu’en ce qui concerne la conduite de la guerre sainte.
- 8 juin : mort de Mohamed El-Kanemi (en) à Kouka, sa capitale (ou en 1835). Son fils Omar lui succède comme cheikh du Bornou (1835-1853 et 1854-1881). Détrôné en 1853 par son frère Abderrhaman, il est réinstallé en 1854[7].
- 24 juin : les Busaïdi d’Oman éliminent les Mazrui, gouverneurs de Mombasa[8]. Ils sont maîtres de toute la côte swahili.

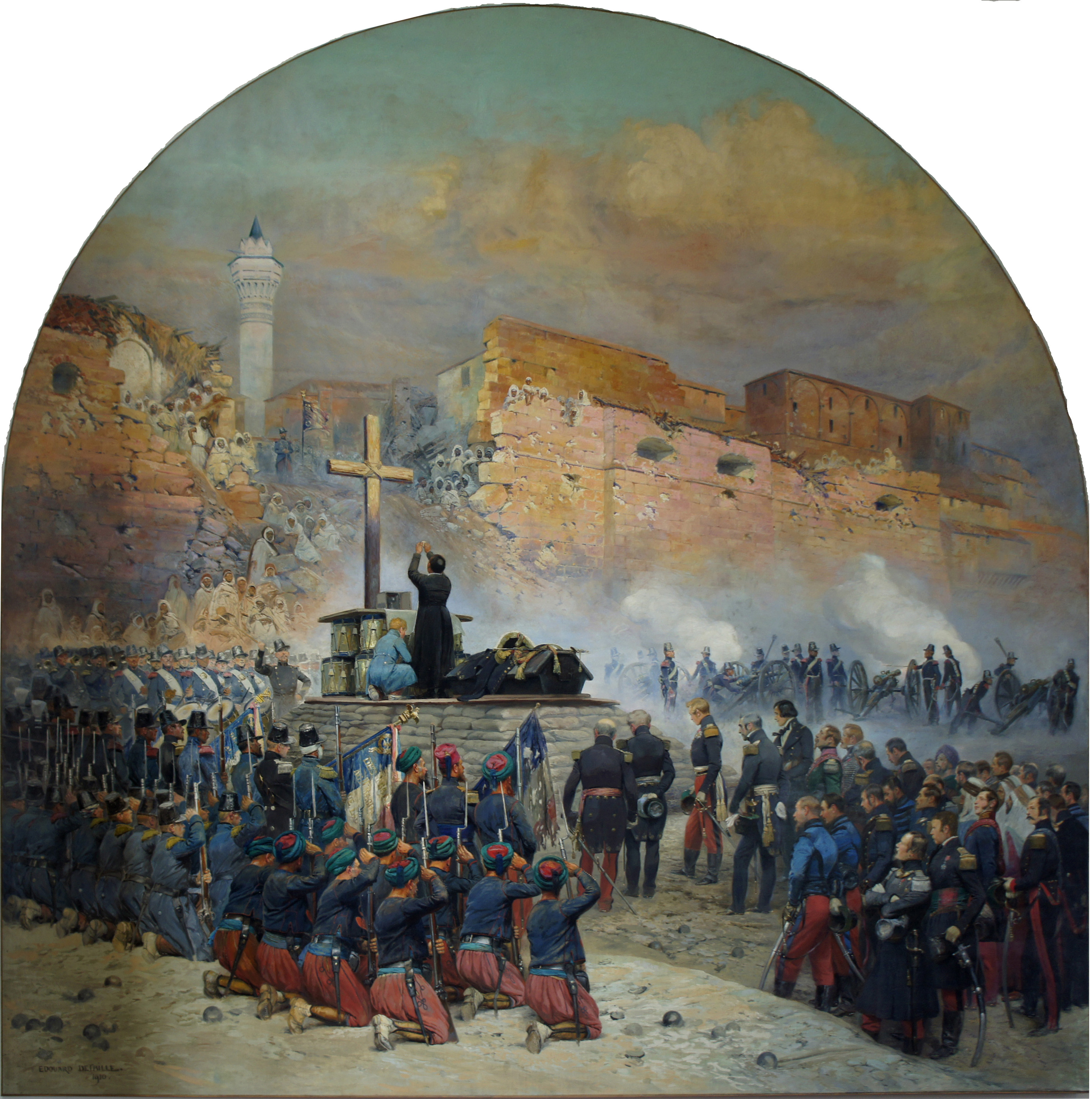
Obsèques du Général Comte de Danrémont devant la brèche de Constantine le 18 octobre 1837, toile d'Édouard Detaille.

- 11 octobre : Ahmed Ier Bey, fils de Mustapha, devient bey de Tunis (fin en 1855)[9]. La régence de Tunis entreprend sa modernisation sous son gouvernement. Ahmed, par ses dépenses somptuaires, ruine le trésor public. Ces dépenses sont largement financées par des emprunts contractés auprès de France. Le remboursement de la dette extérieure excède les revenus, ce qui rend le bey principal débiteur de la France.
- 13 octobre : prise de Constantine. Le Gouverneur général reçoit l’ordre de marcher sur Constantine avec 10 000 hommes. La ville est prise après sept jours de siège. Damrémont a été tué la veille d’un coup de canon. Son successeur le général Valée s’attache à organiser la province de Constantine, puis doit affronter Abd el-Kader (fin en 1840)[2].
- 25 octobre : mort de Mohammed Bello[10]. Son jeune frère Ousmane (Atikou) lui succède à la tête de l’empire Peul de Sokoto (fin en 1843)[11].
- Octobre : nouvelle attaque des Boers contre les Ndébélés, battus après sept jours de combat[12]. Ils migrent vers le nord où ils battent et assimilent les peuples locaux (Shonas, Tswanas, etc.). Ils fondent le royaume de Matabélé en 1838 (Zimbabwe). Les Boers, après avoir passé le fleuve Orange et repoussé les Matabélé, obliquent à l’est, franchissent le massif du Drakensberg en octobre et fondent au Natal la ville de Pietermaritzburg. Ils passent accord avec le chef des Sotho du Sud, Moschech[13].

### Amérique
- 26 janvier : le Michigan (abolitionniste) devient le vingt-sixième État de l'Union américaine[14].

- 4 mars : début de la présidence démocrate de Martin Van Buren aux États-Unis (fin en 1841)[15].

- 10 mai : panique boursière à New York[16].

- 6 juin : assassinat du ministre Diego Portales au Chili par des militaires mutins[17].

- 4-25 août : le Congrès refuse l’annexion du Texas malgré le souhait de ses habitants[18].
- 19 septembre : Pedro de Araújo Lima devient régent libéral du Brésil (fin le 23 juillet 1840)[19].

- 2 octobre : le Racer's storm, un des ouragans les plus puissants et les plus dévastateurs du XIXe siècle, frappe le Mexique près Matamoros[20].
- 4 octobre : manifeste des Fils de la Liberté. Début d'une guerre civile au Bas-Canada, appelée la Rébellion des Patriotes[21].
- 4 au 9 octobre : le Racer's storm frappe les États-Unis[20].
- 21 octobre : le chef Séminole Osceola est capturé alors que flottait le drapeau blanc. Il meurt en prison le 30 janvier 1838[22].

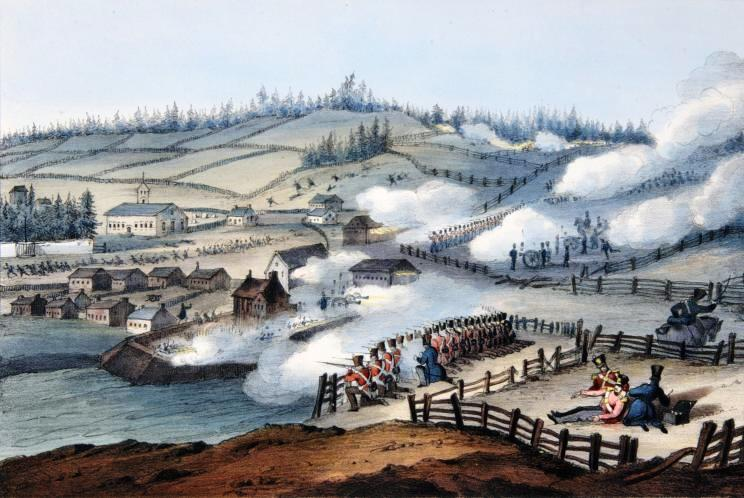
25 novembre : bataille de Saint-Charles.

- 6 novembre : révolte de la Sabinada (pt) à Bahia, au Brésil (fin le 16 mars 1838)[23].
- 5 décembre, Toronto : début de la rébellion du Haut-Canada[24].

### Asie et Pacifique
- 1er janvier : tremblement de terre en Syrie. De nombreuses villes sont endommagées. Safed et Tibériade sont détruites[25].
- 19 février, Japon : Ôshio Heihachirô, fonctionnaire urbain révolté par la misère, organise un complot à Osaka contre les fonctionnaires corrompus. C’est la première mise en cause frontale du régime. La ville est incendiée et les rebelles se lancent à l’assaut du château d’Osaka. Après de furieux combats, Ôshio est contraint de quitter la ville et se suicide avec ses partisans le 27 mars[26].

- Février, empire ottoman : Hafiz pacha reçoit le commandement de l’armée de Tabriz[27] et mène la campagne contre les Kurdes (1837-1838)[28]. Les Égyptiens arment les Kurdes d’Anatolie contre les Ottomans et interdisent aux bateaux turcs d’accoster dans les ports du Levant.

- 7 mars : à la mort de Manthaturath, le royaume de Luang Prabang passe sous la suzeraineté siamoise[29].

- 24 avril : le roi de Birmanie Bagyidaw est détrôné par son frère cadet Tharrawaddy Min[30].
- 22 mai : première réunion de l’Association de la Nouvelle-Zélande, fondée par Edward Gibbon Wakefield et destinée à faciliter la colonisation du pays[31]. Wakefield administre l’île du Sud jusqu’à son annexion par la Grande-Bretagne.
- Juillet :
  - massacre de la population de Ngatik (îles Carolines) par l’équipage britannique du Lampton afin d’y dérober des carapaces de tortues marines[32].
  - l’ancien brahmi est déchiffré[33] : sous la direction de James Prinsep, secrétaire de la Société asiatique, un alphabet de la plus ancienne des écritures utilisées en Inde est fixé (à l’exception de la kharosthi).

- 15 août : prise de la forteresse de Bonjol[34]. Fin de la Guerre des Padri. Les Hollandais imposent leur autorité sur certaines zones de l’intérieur de Sumatra.

- 20 septembre : arrivée à Kaboul d'une mission diplomatique conduite par Alexander Burnes[35]. Le khan Dost Mohammad, fondateur de la dynastie des Barakzaï qui règne en Afghanistan (fin en 1873), demande aux autorités coloniales britanniques de l’Inde (Alexander Burnes) qu’elles soutiennent les revendications territoriales de l’Afghanistan sur le Pendjab. Après le refus des Britanniques, il se tourne vers la Russie. Le 19 décembre[35], une mission diplomatique secrète russe conduite par Yan Vitkevich arrive à Kaboul pour établir des relations politiques et commerciales avec le royaume afghan.
- 28 septembre, Inde : Bahadur Shah II succède à son père Akbar Shah II. Il est le dernier empereur moghol (mort en 1862)[36].

- 1er octobre : Tokugawa Ieyoshi devient shogun du Japon (fin en 1857)[37].
- 23 novembre : début du siège d’Hérat par Dost Mohammad (fin le 9 septembre 1838)[35].

- Mongolie : rébellion anti-féodale et anti-mandchoue dans l’aïmak khanal tsétsène (fin en 1840). Les arates déclarent ne plus reconnaître ni le pouvoir des djasaks des hochúns, ni celui de l’empereur. Ces mouvements sont réprimés[38].
- Révolte anti-russe dirigée par Kenessary Kassymov dans la Horde médiane au Kazakhstan (1837-1846)[39].
- Début d'une grande famine en Inde, à Agra et dans les provinces du Nord-ouest (fin en 1838)[40].

- La Porte tente de reprendre contact au Liban avec Bachir Chehab II, qui hésite à changer de protecteur, puis avec les Druzes et les Métoualis, mais est devancée par les Britanniques qui prennent le parti des Druzes. La révolte du Hauran contre l’Égypte se déclenche[41].

### Europe
- 28 février, Royaume-Uni : les membres de la London Working Men’s Association (chartistes) se dotent d’un programme de réforme électorale (People’s Charter), qui prévoit le suffrage universel masculin, le vote à scrutin secret, la suppression de l’obligation d’être propriétaire pour être éligible, l’indemnité parlementaire et l’égalité proportionnelle des circonscriptions[42].

- 5 mai : arrestation de Lajos Kossuth[43]. Kossuth et Wesselenyi, chefs du « parti des réformes » en Hongrie, sont arrêtés par le gouvernement de Vienne et condamnés à trois ans de prison pour haute trahison. Laszló Lovassy (en), le meneur des mouvements étudiants, est condamné à dix ans de prison[44].

- 18 juin : une nouvelle Constitution ultra-libérale est promulguée  en Espagne. Création d’une chambre législative supplémentaire, introduction d’un système électoral à caractère national et reconnaissance des droits individuels[45].

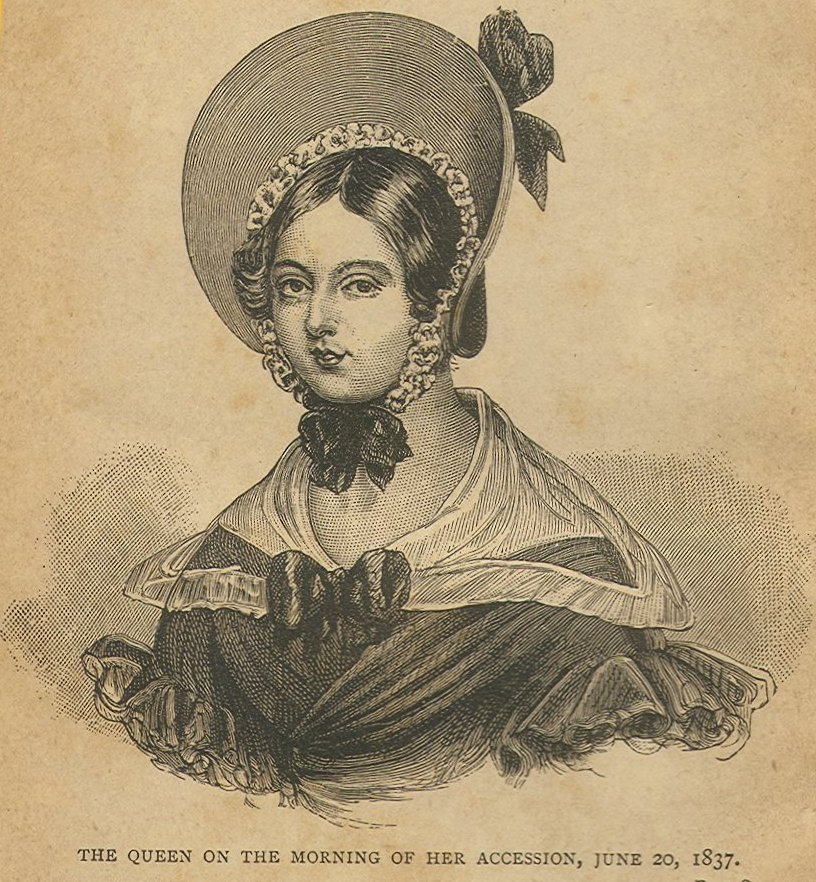
Victoria, le 20 juin 1837

- 20 juin : début du long règne de la reine Victoria du Royaume-Uni[46] (fin en 1901).
- 23 juin : émeute à Messine. Les troubles insurrectionnels se répandent en Sicile en juillet (Messine, Syracuse, Catane) et sont réprimés en août par les troupes napolitaines[47].

- 18 juillet : lancement à Bristol du vapeur Great Western, premier Ruban bleu en 1838[48].
- 29 juillet : loi de désamortissement des propriétés des biens du clergé séculier opéré par le banquier progressiste Alvárez Mendizábal en Espagne. Les biens des institutions et des communautés religieuses sont mis en vente, l’État devant assurer l’entretien du clergé[49].
- 26 décembre, Russie (date du calendrier julien)[50] : transformation de la Ve section de la Chancellerie privée en un ministère des Domaines impériaux donné à Paul Kiselev. Profonde réforme de la gestion locale des paysans d’État (auto-administration). L’impôt par tête est remplacé par un impôt foncier et des terres supplémentaires sont octroyées aux paysans les plus pauvres.

## Naissances en 1837
- 10 janvier : Thomas Finney, homme d'affaires et homme politique britannique puis australien († 16 décembre 1903).
- 11 janvier : Edme-Émile Laborne, peintre et dessinateur français († 21 mai 1913).
- 12 janvier : Adolf Jensen, pianiste et compositeur allemand († 23 janvier 1879).
- 22 janvier : Achille Talarico, peintre italien de l'École napolitaine († 24 mars 1902).
- 25 janvier : Tomioka Tessai, peintre japonais († 31 décembre 1924).

- 2 février : Max Zenger, compositeur allemand († 16 novembre 1911).
- 6 février : Paul Joseph Corta, peintre français († 12 avril 1900).
- 9 février : José Burgos, missionnaire espagnol aux Philippines († 17 février 1872).
- 12 février : Thomas Moran,  peintre américain († 25 août 1926).
- 14 février : Eugène Bellangé, peintre français († 4 mai 1895).
- 17 février : Pierre Auguste Cot, peintre français († 2 juillet 1883).
- 18 février : Alfred Serre, dessinateur, peintre, émailleur d'art et céramiste français († 15 janvier 1906).
- 26 février : Charles Woeste, homme politique et  avocat belge († 5 avril 1922).

- 2 mars : Karl Raupp, peintre allemand († 14 juin 1918).
- 7 mars : Henry Draper, pionnier américain de la photographie astronomique († 20 novembre 1882).
- 11 mars : Pierre Méjanel, peintre et illustrateur français († 15 décembre 1905).
- 12 mars : Alexandre Guilmant, organiste, improvisateur, compositeur et professeur français († 29 mars 1911).
- 18 mars : Grover Cleveland, futur président des États-Unis († 24 juin 1908).
- 20 mars : Rafael Aceves y Lozano, compositeur espagnol († 21 février 1876).
- 21 mars : Bocanegra (Manuel Fuentes y Rodríguez), matador espagnol († 21 juin 1889).
- 23 mars : Comtesse de Castiglione, courtisane italienne († 28 novembre 1899).
- 28 mars : Emily Cumming Harris, peintre néo-zélandaise († 5 août 1925).

- 1 avril : Luis Francisco Benítez de Lugo y Benítez de Lugo, politique espagnol († 3 mai 1876).
- 6 avril : August Weizenberg, sculpteur estonien († 22 novembre 1921).
- 10 avril : Tranquillo Cremona, peintre italien († 10 juin 1878).
- 13 avril : Nikolaï Dmitriev-Orenbourgski, peintre russe († 3 mai 1898).
- 19 avril : Hugo von Douglas, mémorialiste allemand († 19 avril 1912).
- 21 avril : Fredrik Bajer, écrivain, professeur, homme politique et pacifiste danois († 22 janvier 1922).
- 25 avril : Emma Valladon dite « Thérésa », chanteuse, première vedette du café-concert († 14 mai 1913).
- 28 avril : Henry Becque, dramaturge français († 12 avril 1899).
- 29 avril : Georges Boulanger, général et philanthrope français († 30 septembre 1891).

- 5 mai : Petrus Van der Velden,  peintre et graveur néerlandais puis néo-zélandais († 11 novembre 1913).
- 8 mai : Alphonse Legros, peintre, graveur et sculpteur britannique d'origine française († 8 décembre 1911).
- 9 mai : Antonio Luis von Hoonholtz, baron de Tefé, amiral et géographe brésilien qui explorera le cours de l'Amazone († 6 février 1931).
- 12 mai : Adolf Klügmann, archéologue et numismate allemand († 27 novembre 1880).
- 16 mai : Gaetano D'Agostino, peintre italien († 17 septembre 1914).

- 7 juin :
  - Charles-Alexis Chauvet, organiste et compositeur français († 29 janvier 1871).
  - Aloïs Schicklgruber, père d'Adolf Hitler qui prendra définitivement le nom de Hitler en 1876 († 3 janvier 1903)[51].
- 8 juin : Ivan Kramskoï, peintre et critique d'art russe († 5 avril 1887).
- 23 juin : Ernest Guiraud, compositeur et professeur de musique français († 6 mai 1892).

- 4 juillet : Carolus-Duran, peintre français († 17 février 1917).
- 6 juillet : Władysław Żeleński, compositeur, pianiste et organiste polonais († 23 janvier 1921).
- 11 juillet : Paul Lacombe, compositeur français († 4 juin 1927).
- 14 juillet : Estella Hijmans Hertzveld, poétesse néerlandaise († 4 novembre 1881).
- 16 juillet : Moritz von Königswarter, banquier, homme politique et philanthrope autrichien puis austro-hongrois († 14 novembre 1893).
- 20 juillet : Hans Sommer, compositeur et mathématicien allemand († 26 avril 1922).
- 28 juillet :
  - Christian Barnekow, compositeur danois († 20 mars 1913).
  - Robert Charles Goff, graveur et peintre britannique († 1er juillet 1922).
- 29 juillet : Ferdinand Levillain, sculpteur, orfèvre et médailleur français († 8 janvier 1905).
- 30 juillet : Johann Gottlieb Wenig, peintre russe († 1872).

- 11 août : Sadi Carnot futur président de la République française († 25 juin 1894).
- 15 août : Ludwig Angerer, photographe austro-hongrois († 12 mai 1879).
- 24 août : Théodore Dubois, organiste, pédagogue et compositeur français († 11 juin 1924).

- 1er septembre : Tony Robert-Fleury, peintre d'histoire et portraitiste français († 8 décembre 1911).
- 14 septembre : Okuhara Seiko, artiste bunjin-ga japonaise († 28 juillet 1913).
- 16 septembre : Pier Celestino Gilardi, peintre et sculpteur italien († 4 octobre 1905).
- 22 septembre : Guillaume Régamey, peintre français († 3 janvier 1875).
- 24 septembre : Alfred Cluysenaar, peintre belge († 1902).
- 29 septembre : Charles Grisart, compositeur d'opéras français († 11 mars 1904).

- 4 octobre : Elizabeth Jane Gardner Bouguereau, peintre américaine († 28 janvier 1922).
- 13 octobre : Charles Buls, homme politique belge († 13 juillet 1914).
- 29 octobre : Abraham Kuyper, théologien et homme politique néerlandais († 8 novembre 1920).

- 2 novembre : Eugénie Gruyer-Brielman, peintre et dessinatrice française († 5 décembre 1921).
- 10 novembre : Amos Dolbear, physicien et inventeur américain († 23 février 1910).
- 11 novembre : Jules Pillevesse, compositeur et chef d'orchestre français († 27 juin 1903).
- 19 novembre : César Zama, médecin, homme politique, journaliste, historien et écrivain brésilien  († 20 octobre 1906).

- 3 décembre : Hippolyte Boulenger, peintre belge († 4 juillet 1874).
- 5 décembre :
  - Camille Janssen, homme politique belge († 18 avril 1926).
  - Casimir Théophile Lalliet, compositeur français († 1892).
- 6 décembre : Alexandra Frosterus-Såltin, artiste peintre finlandaise († 29 février 1916).
- 24 décembre : Élisabeth de Wittelsbach dite « Sissi », impératrice d'Autriche et reine de Hongrie, épouse de François-Joseph Ier († 10 septembre 1898).
- 25 décembre :
  - Cosima Liszt, fille de Marie d'Agoult et de Franz Liszt, épouse de Hans von Bülow, puis de Richard Wagner. Elle sera également, l'Ariane de Frédéric Nietzsche († 1er avril 1930).
  - Hans von Marées, peintre allemand († 5 juin 1887).

- Date précise inconnue :
  - Federico del Campo, peintre péruvien  († 1923).
  - Federigo Pastoris, peintre et  graveur italien († 1888).
  - Egisto Sarri, peintre italien († 1901).
  - Leonid Solomatkine, peintre de genre russe († 16 juin 1883).
  - Gustave Tritant, organiste et compositeur français († 21 mai 1907).

## Décès en 1837
- 3 janvier : Friedrich Witt, compositeur et violoncelliste allemand (° 8 novembre 1770).
- 7 janvier : Franz Joseph Antony, compositeur allemand de musique sacrée (° 1er février 1790).
- 11 janvier : François Gérard, peintre français (° 4 mai 1770).
- 20 janvier : Sir John Soane, architecte britannique (° 10 septembre 1753).
- 23 janvier : John Field, pianiste et compositeur irlandais (° 26 juillet 1782).
- 29 janvier : Alexandre Pouchkine, poète, dramaturge et romancier russe (° 6 juin 1799).

- 4 février : John Latham, médecin, naturaliste et écrivain britannique (° 27 juin 1740).
- 13 février : Mariano José de Larra, auteur dramatique romantique espagnol (° 24 mars 1809).
- 19 février : Georg Büchner, écrivain et dramaturge allemand (° 17 octobre 1813).
- 21 février : Boniface de Castellane, personnalité politique et militaire française (° 4 août 1758).

- 8 mars : Domingos Sequeira, peintre portugais (° 10 mars 1768).
- 16 mars : François-Xavier Fabre, peintre et graveur français (° 1er avril 1766).
- 24 mars : Antoine Darnay, homme politique français (° 19 novembre 1764).
- 31 mars : John Constable, peintre britannique (° 11 juin 1776).

- 18 avril : Giovanni Migliara, enseignant et peintre italien (° 5 octobre 1785).

- 10 mai : Nicolas Perseval, peintre français (° 1er avril 1745).
- 12 mai :  Evaristo da Veiga, poète, journaliste, éditeur et homme politique brésilien (° 8 octobre 1799).
- 18 mai : Marguerite Gérard,  peintre française (° 28 janvier 1761).

- 11 juin : Jean-François Garneray, peintre français (° 28 décembre 1755).
- 20 juin : Guillaume IV du Royaume-Uni, roi du Royaume-Uni de Grande-Bretagne et d'Irlande et de Hanovre (° 21 août 1765).

- 5 juillet : Vincenzo Riolo, peintre italien (° 14 février 1772).
- 11 juillet : Charles Jeanne, meneur (français) des barricades de Saint-Merry (° 15 mai 1800).
- 17 juillet : Juan Pedro Aguirre, militaire, homme politique et révolutionnaire espagnol puis argentin (° 10 octobre 1781).
- 22 juillet : Anton Sminck Pitloo, peintre italien d'origine néerlandaise (° 21 avril 1790).
- 29 juillet : Séraphin Bouc, agriculteur et homme politique canadien (° 27 octobre 1788).

- 9 août : Xavier Sigalon, peintre romantique français (° 1787).

- 7 septembre : Pierre-Auguste Vafflard, peintre d'histoire, de genre et de portraits français (° 19 décembre 1777).
- 21 septembre : Charles de Mecklembourg-Strelitz, président du Conseil d'État et général du royaume de Prusse (° 30 novembre 1785).
- 23 septembre : Richard John Samuel Stevens, compositeur et organiste anglais (° 27 mars 1757).
- 29 septembre : Eustache-Hyacinthe Langlois, peintre, dessinateur, graveur et écrivain français (° 3 août 1777).

- 5 octobre : Hortense de Beauharnais, princesse française, reine de Hollande, duchesse de Saint-Leu (Saint-Leu-la-Forêt) (° 10 avril 1783).
- 6 octobre : Jean-François Lesueur, compositeur et pédagogue[ français (° 15 février 1760).
- 10 octobre : Charles Fourier, philosophe français (° 7 avril 1772).
- 11 octobre : Samuel Wesley, organiste et compositeur anglais (° 24 février 1766).
- 17 octobre : Johann Nepomuk Hummel, compositeur allemand (° 14 novembre 1778).
- 21 octobre : Josef Gusikov, musicien polonais (° 2 septembre 1806).

- 6 décembre : Friedrich August von der Marwitz, militaire et homme politique allemand (° 29 mai 1777).
- 7 décembre : Alfred Johannot, peintre et graveur français (° 21 mars 1800).

- Date inconnue :
  - Matilda Newport, colonisatrice libérienne (° 1795).
  - Sengai, moine bouddhiste et peintre japonais (° 1750).